# Michael Masi
Michael Masi (Sydney, 1978. június 8. –) olasz származású ausztrál sporttisztviselő, a Formula–1 versenyigazgatója 2019-től 2022-ig, amikor Charlie Whiting tragikus hirtelenséggel elhunyt. Korábban az Ausztráliában igen népszerű V8 Supercars sorozat helyettes versenyigazgatója volt. 
2019 márciusától vette át a versenyigazgatói pozíciót, ráadásul a Formula–2-ben és a Formula–3-ban is ellátja ezeket a feladatokat.
Munkáját a másik eddigi versenyigazgató-helyettes, Scot Elkins segíti.
2022 februárjában hivatalosan is menesztették.